# Luís Manuel de Lima e Silva

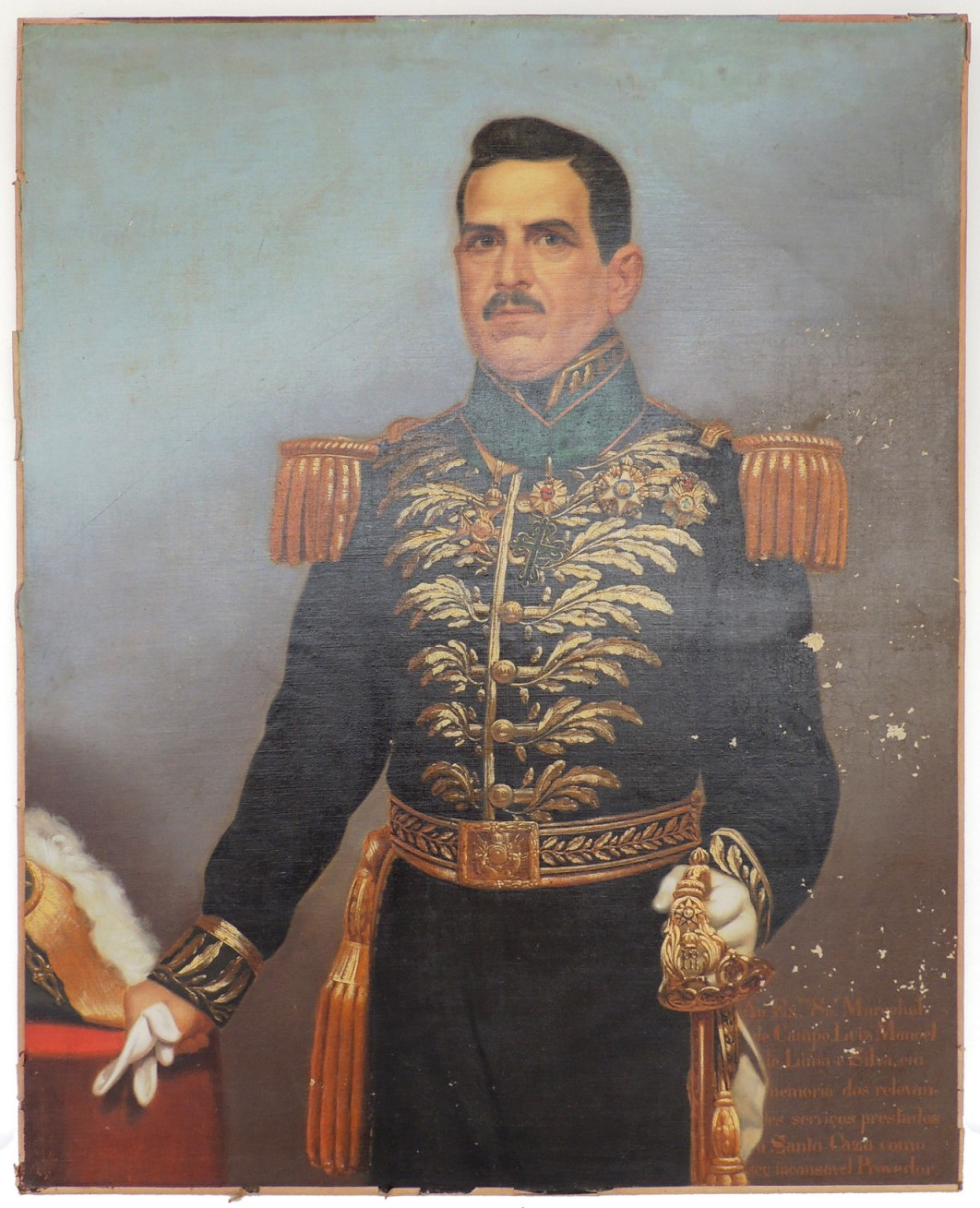
Retrato localizado no Museu da Santa Casa de Misericórdia de Porto Alegre.

Luís Manuel de Lima e Silva (Rio de Janeiro, 29 de agosto de 1806 – Porto Alegre, 23 de julho de1873) foi um militar brasileiro.
Filho do marechal de campo José Joaquim de Lima e Silva, comendador da Ordem de Avis, e de Joana Maria da Fonseca Costa; neto paterno do sargento-mor de infantaria João da Silva da Fonseca Lima e de Isabel Maria Josefa Brandão Ivo, que, segundo dizem, era descendente de um irmão de Santo Ivo, canonizado pelo Papa Clemente VII no ano de 1348, membro de uma das primeiras famílias da Bretanha, em França. Era irmão de José Joaquim de Lima e Silva (1788–1855), feito visconde de Majé, de João Manuel de Lima e Silva e de Francisco de Lima e Silva, pai do Duque de Caxias.
Ainda solteiro, teve dois filhos de mãe desconhecida, depois com Júlia Francisca de Jesus teve mais quatro filhos.
Participou da Guerra Cisplatina, tomando parte da Batalha do Passo do Rosário, depois foi autor do livro Guerra com as Províncias Unidas do Rio da Prata.
Foi comandante da Guarda Nacional e provedor da Santa Casa de Misericórdia de Porto Alegre, onde morou na rua da Olaria.
Chegou até o posto de brigadeiro, foi agraciado comendador da Imperial Ordem de São Bento de Avis e da Imperial Ordem da Rosa.